# 阿倫敦 (喬治亞州)
阿倫敦（英語：Allentown）是一個位於美國喬治亞州布萊克利縣、勞倫斯縣、特維格縣與威爾金森縣的城鎮。

## 地理
阿倫敦的座標為32°35′31″N 83°13′41″W / 32.59194°N 83.22806°W，而該地的平均海拔高度為131米（即430英尺）。

## 人口
根據2010年美國人口普查的數據，阿倫敦的面積為8.00平方千米，當中陸地面積為8.00平方千米，而水域面積為0.00平方千米。當地共有人口169人，而人口密度為每平方千米21人。